# 土手の伊勢屋
土手の伊勢屋（どてのいせや、Tempura DOTENOISEYA）は、東京都台東区日本堤にある天ぷら屋。天丼を主商品にしている。1889年(明治22年)創業と伝えられる老舗で、基本的に創業家が経営を続け現当主は四代目を称する。昭和初期に建てられた木造の2階建ての店舗は登録有形文化財に登録されている。

## 歴史
1889年（明治22年）、若林儀三郎により「土手の伊勢屋」を創業した。当初の屋号は「伊勢屋」で、初代の出身地が由来。また、店の前に土手（吉原土手）があったことから「土手の伊勢屋」と呼ばれるようになる。このときの家屋は土手にかかるように建設されていたため、土手側からは二階建て、裏側からは三階建てのように見える建物であった。当時は天ぷらのみではなく、鍋もやれば、うなぎやドジョウも扱った食堂であったという。創業当時の天丼の価格は2銭。吉原の玄関口である吉原大門にほど近い場所に建てられており、朝は朝帰りの客、昼は一般客、夕方はギュウタロウ（妓夫太郎、遊女屋の客引き）、夜には吉原の遊女からの出前の注文と昼夜休み無く切り盛りしていた。その後、二代目 若林喜三郎が天ぷら一本で行くことを決めたという。
1923年（大正12年）9月1日の関東大震災にて全壊。1927年（昭和2年）に店舗を再建した。建て替えられた店舗は玄関横に出窓があり、当時はそこに漁師から購入した魚を並べ、客が選んで店内で揚げて食べたという。この頃の天丼の価格は40銭。
1945年（昭和20年）3月10日の東京大空襲では木造店舗であったが奇跡的に焼け残った。
後に、二代目 若林喜三郎の長男 若林喜一が本店を継承し、次男が入谷千束店（千束いせや）、三男 若林佳二郎が蔵前店（蔵前いせや）へと独立する。

## 沿革
- 1889年 - 若林家により創業[1]。
- 1923年9月1日 - 関東大震災により店舗全壊[8][1]。
- 1927年 - 店舗再建[8][1]。
- 1945年3月10日 - 東京大空襲の被害から免れる[8][1]。
- 1990年 - 天ぷらに穴子を取り入れ、天丼メニュー名を「イ・ロ・ハ」を使用したものを考案し、採用[1]。
- 1991年 - 穴子用の水槽を店外に設置[1]。
- 2004年 - アルバイトとして入店した谷原秋光が五代目職人を襲名する[2][4][10]。
- 2010年 - 店舗が登録有形文化財に登録される[8][1]。
- 2014年 - 五代目職人の谷原秋光が経営を任される[4][10]。
- 2015年
  - 1月、3月 - 「土手の伊勢屋」を商標登録（第43類 登録第5733947号、第30類 登録第5749500号）[11] 。
  - 3月 - 五代目店主の谷原秋光が勤続17年で当店を退職し独立[12]。なお、2019年時点の公式ウェブサイトによると、この時点で四代目店主を称する現当主の若林喜久雄が三代目 若林喜一より代を継承したとしている[1]。
  - 11月 - 店舗改装のため一時休業。
- 2016年2月4日 - 店舗を改装し営業再開。

## 歴代店主
以下の情報は2019年時点の公式ウェブサイトに基づく。2014年当時の公式ウェブサイトにおいて五代目として扱われていた谷原秋光（2004年から2015年まで）に関する記述は、2019年時点では抹消されている。
- 初代 若林儀三郎
- 二代目 若林喜三郎
- 三代目 若林喜一（2015年まで）[13][6]
- 四代目 若林喜久雄（2015年より）[13][6]

## 建築概要
- 建築面積 - 44m2
- 建築主 - 若林家
- 設計監理 - 不詳
- 施工業者 - 不詳

## 営業情報
2019年5月現在
- 定休日 - 毎週水曜日、第4週火曜日
- 営業時間 - 11時00分 - 14時30分
- 駐車場 - なし

## 文化財

### 登録有形文化財（建造物）
伊勢屋店舗兼主屋
1927年（昭和2年）建築。木造2階建、瓦葺、建築面積：44m2。
登録年月日：2010年（平成22年）9月10日、種別：産業3次、登録基準：国土の歴史的景観に寄与しているもの。

## 交通アクセス
- 鉄道
  - 東京メトロ日比谷線 - 三ノ輪駅
  - 東京メトロ銀座線 - 浅草駅

## ギャラリー
- 西側正面の外観（2015年11月撮影）
- 西側正面の外観（2015年11月撮影）
- 南西面の外観（2015年11月撮影）
- 南東面の外観（2015年11月撮影）
- 東面の外観（2015年11月撮影）
- 天丼（ロ）